# Смак 86.
Смак 86. је седми албум српског рок бенда Смак, објављен 1986. године. Објављен је као ЛП.

## Списак песама
| #  | Назив                         | Аутор(и) | Трајање |
| -- | ----------------------------- | -------- | ------- |
| 1. | Желим да купим нове панталоне |          | 2:59    |
| 2. | Сава                          |          | 5:04    |
| 3. | Пут под ноге бре              |          | 3:42    |
| 4. | Сунчани сат                   |          | 4:31    |
| 5. | Кад спаваш сам                |          | 4:38    |
| 6. | Ја волим твоје груди          |          | 4:08    |
| 7. | На врховима прстију           |          | 3:07    |
| 8. | Корњачина кожа                |          | 5:09    |

## Особље
- Борис Аранђеловић — вокал
- Радомир Михаиловић „Точак” — гитара
- Милан Ђурђевић — клавијатуре
- Зоран Милановић — бас-гитара
- Слободан Стојановић „Кепа” — бубњеви